# توشیکی سوزوکی
توشیکی سوزوکی (ژاپنی: 鈴木 寿毅؛ زادهٔ ۲۲ اکتبر ۱۹۸۶) یک بازیکن فوتبال اهل ژاپن است.
از باشگاه‌هایی که در آن بازی کرده‌است می‌توان به باشگاه فوتبال یوکوهاما اشاره کرد.